# Israel Nadschara
Israel Nadschara (auch: Israel Nagara, Israel Ben Moses Nadschara; * 1555 in Damaskus; † 1628 in Gaza) war ein jüdisch-liturgischer und weltlicher Dichter, Rabbiner und lurianischer Kabbalist.

## Werke
- Nadscharas Briefe, weltliche Gedichte, Epigramme bilden das Werk mit dem Titel Meme Yisrael
- Mesaḥeḳet ha-Tebel (Safed, 1587), ein Gedicht über die Nichtigkeit der Welt
- Shoḥaṭe ha-Yeladim (Amsterdam, 1718), Lyrik
- Ketubbat Yisrael (1794), Hymnus im kabbalistischen Stil
- Eine Sammlung von Hymnen, veröffentlicht von M. H. Friedländer (Wien, 1858) unter dem Titel Pizmonim